# 蘭斯代爾號驅逐艦 (DD-101)
蘭斯代爾號驅逐艦（舷號DD-101）是一艘美國海軍建造的驅逐艦，為維克斯級驅逐艦的27號艦。她是美軍第一艘以蘭斯代爾為名的軍艦，以紀念第二次薩摩亞內戰中陣亡的海軍軍官菲臘·蘭斯代爾（Philip Van Horne Lansdale）。蘭斯代爾在垂危之際，少尉約翰·莫納根（John R. Monaghan）不顧寡不敵眾，以一人之力伴隨蘭斯代爾，直至兩人陣亡。一艘保爾丁級驅逐艦亦以莫納根為名。
蘭斯代爾號在1918年於霍河造船廠開始建造，在同年下水服役。接著蘭斯代爾號被派往地中海護航商船。第一次世界大戰結束後，蘭斯代爾號轉到新成立的南斯拉夫王國外海，強化美國於當地影響力之餘，又協助於亞德里亞海掃雷，以重開航道。1920年蘭斯代爾號改裝為佈雷艇，轉為訓練用途，並曾調到太平洋海域演習。1922年蘭斯代爾號退役封存，在1930年曾短暫重返現役，旋因倫敦海軍條約而再次退役，並解除武裝。1937年蘭斯代爾號除籍，於1939年出售拆解。